# Pueblo kumauni
Los kumauni o kumaoni (kumauni: कुमाँऊनी) son un grupo étnico nativo del estado de Uttarakhand, en la India.
Los kumaunis hablan el idioma kumauni, una lengua indoaria.
Los kumaonis suelen ser fieles al hinduismo.
Son el principal grupo étnico de Uttarakhand. Fuera del estado de Uttarakhand viven en Delhi, Uttar Pradesh, Himachal Pradesh, Assam y Maharashtra.